# Grammonota nigriceps
Grammonota nigriceps là một loài nhện trong họ Linyphiidae.
Loài này thuộc chi Grammonota. Grammonota nigriceps được Richard C. Banks miêu tả năm 1898.